# مایک پیترز
مایک پیترز (انگلیسی: Mike Peters; ۲۵ فوریهٔ ۱۹۵۹ – ۲۸ آوریل ۲۰۲۵) خواننده، و ترانه‌پرداز اهل ولز بود. وی بین سال‌های ۱۹۷۵ تا ۲۰۲۵ میلادی فعالیت می‌کرد.